# Sierentz
Sierentz [siʁɛnts]  est une commune française située dans la circonscription administrative du Haut-Rhin et, depuis le 1er janvier 2021, dans le territoire de la Collectivité européenne d'Alsace, en région Grand Est.
Cette commune se trouve dans la région historique et culturelle d'Alsace.
Ses habitants sont appelés les Sierentzois et les Sierentzoises.
L'auberge Saint-Laurent, tenue par le chef Laurent Arbeit, est réputée : 1 étoile au Guide Michelin.

## Géographie

### Localisation
Sierentz est à mi-distance entre Mulhouse et Bâle (Suisse). Elle est desservie par l'autoroute A35 sans péage Bâle-Strasbourg. La sortie d'autoroute la plus proche est la no 34, Sierentz/Kembs, à moins de trois kilomètres du centre-ville.
Distance par la route séparant Sierentz de :
- Aéroport de Bâle-Mulhouse : 10 km ;
- Saint-Louis : 14 km ;
- Bâle : 18 km ;
- Mulhouse : 19 km ;
- Colmar : 52 km ;
- Strasbourg : 124 km ;
- Paris : 500 km.

Distance à vol d'oiseau séparant Sierentz de :
- Saint-Louis : 11 km ;
- Mulhouse : 13 km ;
- Colmar : 47 km ;
- Strasbourg : 104 km ;
- Paris : 403 km.

### Hydrographie

#### Réseau hydrographique
La commune est dans le bassin versant du Rhin au sein du bassin Rhin-Meuse. Elle est drainée par le Saurentz et le ruisseau l'Aschenbach,,.

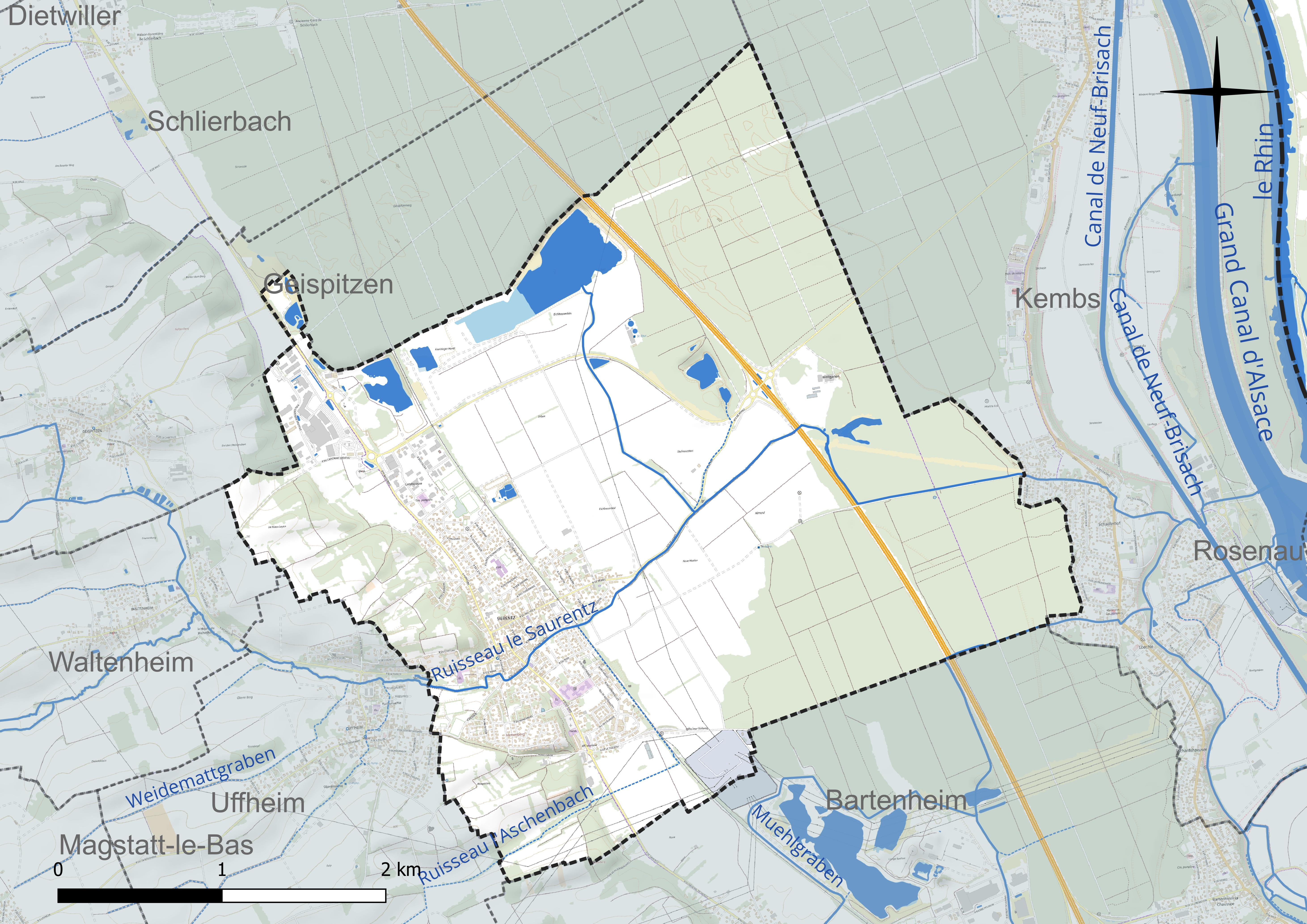
Réseau hydrographique de Sierentz.

#### Gestion et qualité des eaux
Le territoire communal est couvert par le schéma d'aménagement et de gestion des eaux (SAGE) « Ill Nappe Rhin ». Ce document de planification concerne la nappe phréatique rhénane, les cours d'eau de la plaine d'Alsace et du piémont oriental du Sundgau, les canaux situés entre l'Ill et le Rhin et les zones humides de la plaine d'Alsace. Le périmètre s’étend sur 3 596 km2. Il a été approuvé le 17 janvier 2005. La structure porteuse de l'élaboration et de la mise en œuvre est la région Grand Est. 
La qualité des cours d’eau peut être consultée sur un site dédié géré par les agences de l’eau et l’Agence française pour la biodiversité. 

### Climat
Pour des articles plus généraux, voir Climat du Grand Est et Climat du Haut-Rhin.
En 2010, le climat de la commune est de type climat océanique altéré, selon une étude du Centre national de la recherche scientifique s'appuyant sur une série de données couvrant la période 1971-2000. En 2020, Météo-France publie une typologie des climats de la France métropolitaine dans laquelle la commune est exposée à un climat semi-continental et est dans la région climatique  Alsace, caractérisée par une pluviométrie faible, particulièrement en automne et en hiver, un été chaud et bien ensoleillé, une humidité de l’air basse au printemps et en été, des vents faibles et des brouillards fréquents en automne (25 à 30 jours). 
Pour la période 1971-2000, la température annuelle moyenne est de 10,3 °C, avec une amplitude thermique annuelle de 17,6 °C. Le cumul annuel moyen de précipitations est de 644 mm, avec 8 jours de précipitations en janvier et 9 jours en juillet. Pour la période 1991-2020, la température moyenne annuelle observée sur la station météorologique de Météo-France la plus proche, « Bâle-Mulhouse », sur la commune de Saint-Louis à 11 km à vol d'oiseau, est de 11,1 °C et le cumul annuel moyen de précipitations est de 764,3 mm. 
La température maximale relevée sur cette station est de 39,1 °C, atteinte le 13 août 2003 ; la température minimale est de −23,5 °C, atteinte le 6 janvier 1985,,. 
Les paramètres climatiques de la commune ont été estimés pour le milieu du siècle (2041-2070) selon différents scénarios d'émission de gaz à effet de serre à partir des nouvelles projections climatiques de référence DRIAS-2020. Ils sont consultables sur un site dédié publié par Météo-France en novembre 2022.

## Urbanisme

### Typologie
Au 1er janvier 2024, Sierentz est catégorisée petite ville, selon la nouvelle grille communale de densité à sept niveaux définie par l'Insee en 2022.
Elle appartient à l'unité urbaine de Sierentz, une agglomération intra-départementale regroupant deux  communes, dont elle est ville-centre,,. Par ailleurs la commune fait partie de l'aire d'attraction de Bâle - Saint-Louis (partie française), dont elle est une commune de la couronne,. Cette aire, qui regroupe 94 communes, est catégorisée dans les aires de 200 000 à moins de 700 000 habitants,.

### Occupation des sols
L'occupation des sols de la commune, telle qu'elle ressort de la base de données européenne d’occupation biophysique des sols Corine Land Cover (CLC), est marquée par l'importance des forêts et milieux semi-naturels (41,5 % en 2018), une proportion sensiblement équivalente à celle de 1990 (41,1 %). La répartition détaillée en 2018 est la suivante : 
forêts (41,5 %), terres arables (31,8 %), zones urbanisées (9,7 %), zones agricoles hétérogènes (8,9 %), zones industrielles ou commerciales et réseaux de communication (3,1 %), eaux continentales (2,7 %), mines, décharges et chantiers (2,4 %). L'évolution de l’occupation des sols de la commune et de ses infrastructures peut être observée sur les différentes représentations cartographiques du territoire : la carte de Cassini (XVIIIe siècle), la carte d'état-major (1820-1866) et les cartes ou photos aériennes de l'IGN pour la période actuelle (1950 à aujourd'hui).

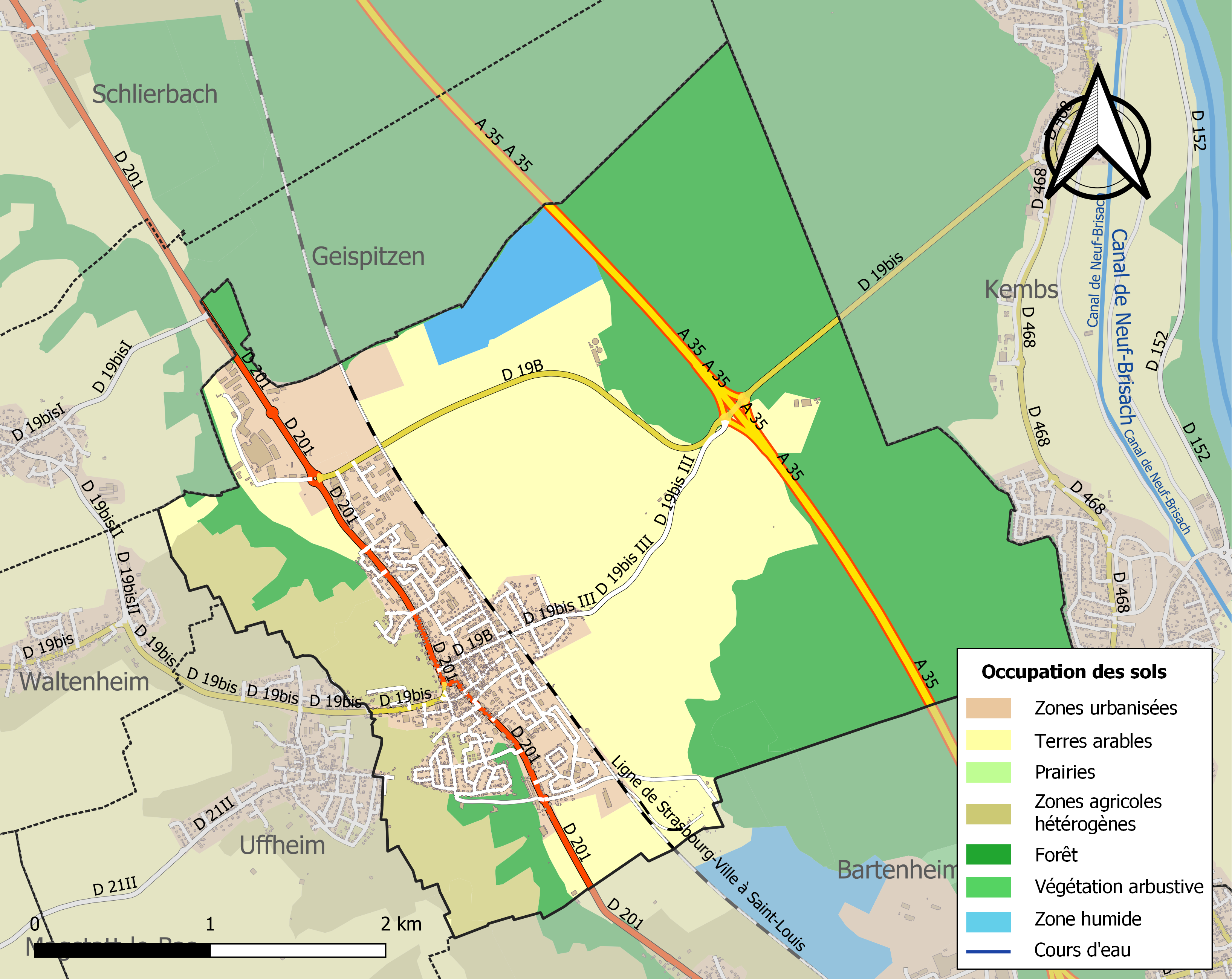
Carte des infrastructures et de l'occupation des sols de la commune en 2018 (CLC).

## Histoire

### Héraldique
| Blason de Sierentz | Les armes de Sierentz se blasonnent ainsi : « D'azur à une aigle d'or. » |

## Politique et administration

### Liste des maires
| Période                                  | Période  | Identité                         | Étiquette       | Qualité |
| ---------------------------------------- | -------- | -------------------------------- | --------------- | --- |
| 1902                                     | 1908     | Jean Haaby                       |                 | |
| 1908                                     | 1918     | Eugène Meyer                     |                 | |
| 1918                                     | 1919     | Henri Bergmann                   |                 | |
| 1919                                     | 1935     | Charles Sinniger                 |                 | |
| 1935                                     | 1940     | Justin Ouzelet                   |                 | |
| 1940                                     | 1944     | Séraphin Tschupp                 |                 | |
| 1944                                     | 1945     | Justin Ouzelet                   |                 | |
| 1945                                     | 1946     | Joseph Etterlin                  |                 | |
| 1946                                     | 1947     | Justin Ouzelet                   |                 | |
| 1947                                     | 1959     | Lucien Wamster                   |                 | |
| 1959                                     | 1965     | Victor Hurth                     |                 | |
| 1965                                     | 1971     | Armand Herrmann                  |                 | |
| 1971                                     | 1979     | Jean-Pierre Gachelin (1933-2023) | SE              | Vétérinaire |
| 1979                                     | 2020     | Jean-Marie Belliard              | RPR puis UMP-LR | Chef d'entreprise retraité, maire honoraire Conseiller régional d'Alsace (2010 → 2015) Président de la CC du Pays de Sierentz (? → 2016) 2e vice-président de Saint-Louis Agglomération (2017 → 2020) |
| 2020                                     | En cours | Pascal Turri                     | DVD             | Cadre territorial 2e vice-président de Saint-Louis Agglomération (2020 → ) |
| Les données manquantes sont à compléter. |          |                                  |                 | |

## Démographie
L'évolution du nombre d'habitants est connue à travers les recensements de la population effectués dans la commune depuis 1793. Pour les communes de moins de 10 000 habitants, une enquête de recensement portant sur toute la population est réalisée tous les cinq ans, les populations de référence des années intermédiaires étant quant à elles estimées par interpolation ou extrapolation. Pour la commune, le premier recensement exhaustif entrant dans le cadre du nouveau dispositif a été réalisé en 2006.

En 2022, la commune comptait 4 296 habitants, en évolution de +16,58 % par rapport à 2016 (Haut-Rhin : +0,66 %, France hors Mayotte : +2,11 %).
| 1793  | 1800  | 1806  | 1821  | 1831  | 1836  | 1841  | 1846  | 1851  |
| ----- | ----- | ----- | ----- | ----- | ----- | ----- | ----- | ----- |
| 1 063 | 1 139 | 1 245 | 1 220 | 1 294 | 1 279 | 1 418 | 1 518 | 1 448 |

| 1856  | 1861  | 1866  | 1871  | 1875  | 1880  | 1885  | 1890  | 1895  |
| ----- | ----- | ----- | ----- | ----- | ----- | ----- | ----- | ----- |
| 1 343 | 1 302 | 1 267 | 1 240 | 1 218 | 1 264 | 1 251 | 1 238 | 1 226 |

| 1900  | 1905  | 1910  | 1921  | 1926  | 1931  | 1936  | 1946  | 1954  |
| ----- | ----- | ----- | ----- | ----- | ----- | ----- | ----- | ----- |
| 1 258 | 1 282 | 1 417 | 1 205 | 1 303 | 1 433 | 1 331 | 1 344 | 1 381 |

| 1962  | 1968  | 1975  | 1982  | 1990  | 1999  | 2006  | 2011  | 2016  |
| ----- | ----- | ----- | ----- | ----- | ----- | ----- | ----- | ----- |
| 1 530 | 1 633 | 1 711 | 1 666 | 2 106 | 2 442 | 2 647 | 3 170 | 3 685 |

| 2021  | 2022  | - | - | - | - | - | - | - |
| ----- | ----- | - | - | - | - | - | - | - |
| 4 145 | 4 296 | - | - | - | - | - | - | - |

## Politique
Dans la commune de Sierentz, les résultats des seconds tours des élections présidentielles étaient les suivants :
- en 2017, Emmanuel Macron a obtenu 56,92 % des voix exprimées, contre 43,08 % des voix pour Marine Le Pen ;
- en 2012, Nicolas Sarkozy a obtenu 74,73 % des voix exprimées, contre 25,27 % des voix pour François Hollande ;
- en 2007, Nicolas Sarkozy a obtenu 73,78 % des voix exprimées, contre 26,22 % des voix pour Ségolène Royal ;
- en 2002, Jacques Chirac a obtenu 80,47 % des voix exprimées, contre 19,53 % des voix pour Jean-Marie Le Pen.

Sierentz se trouve depuis 2012 dans la sixième circonscription du Haut-Rhin. Depuis 2017, Bruno Fuchs est député de cette circonscription.
De 2012 à 2017, Francis Hillmeyer était le député de cette circonscription. 
Auparavant Sierentz appartenait à la quatrième circonscription du Haut-Rhin, dont le député était Jean Ueberschlag de 1988 à 2012.
Sierentz était le chef-lieu de l'ancien canton de Sierentz. Depuis 2015, Sierentz appartient au canton de Brunstatt. 
Depuis 2011, Daniel Adrian est l'élu, d'abord conseiller général du canton de Sierentz, maintenant conseiller départemental du canton de Brunstatt.
Sierentz fait partie de la communauté d'agglomération Saint-Louis Agglomération, présidée par Jean-Marc Deichtmann.

## Enseignement
Sierentz a un collège public d'enseignement secondaire, le collège Françoise Dolto, une école primaire, l'école Jacques Schmidt, et une école maternelle, l'école Pablo Picasso.

## Agriculture
Toute la partie Est de Sierentz (soit près du tiers de la superficie de la commune) est couverte par de la forêt, le Sud de la Forêt de la Hardt.

## Transports

### Routier
Sierentz est traversée par l'autoroute A35, sans péage, qui comporte une sortie Sierentz/Kembs (sortie 34).

### Ferroviaire
Sierentz possède une gare ferroviaire qui est desservie par la ligne TER Bâle-Mulhouse/Mulhouse-Bâle.

## Lieux et monuments

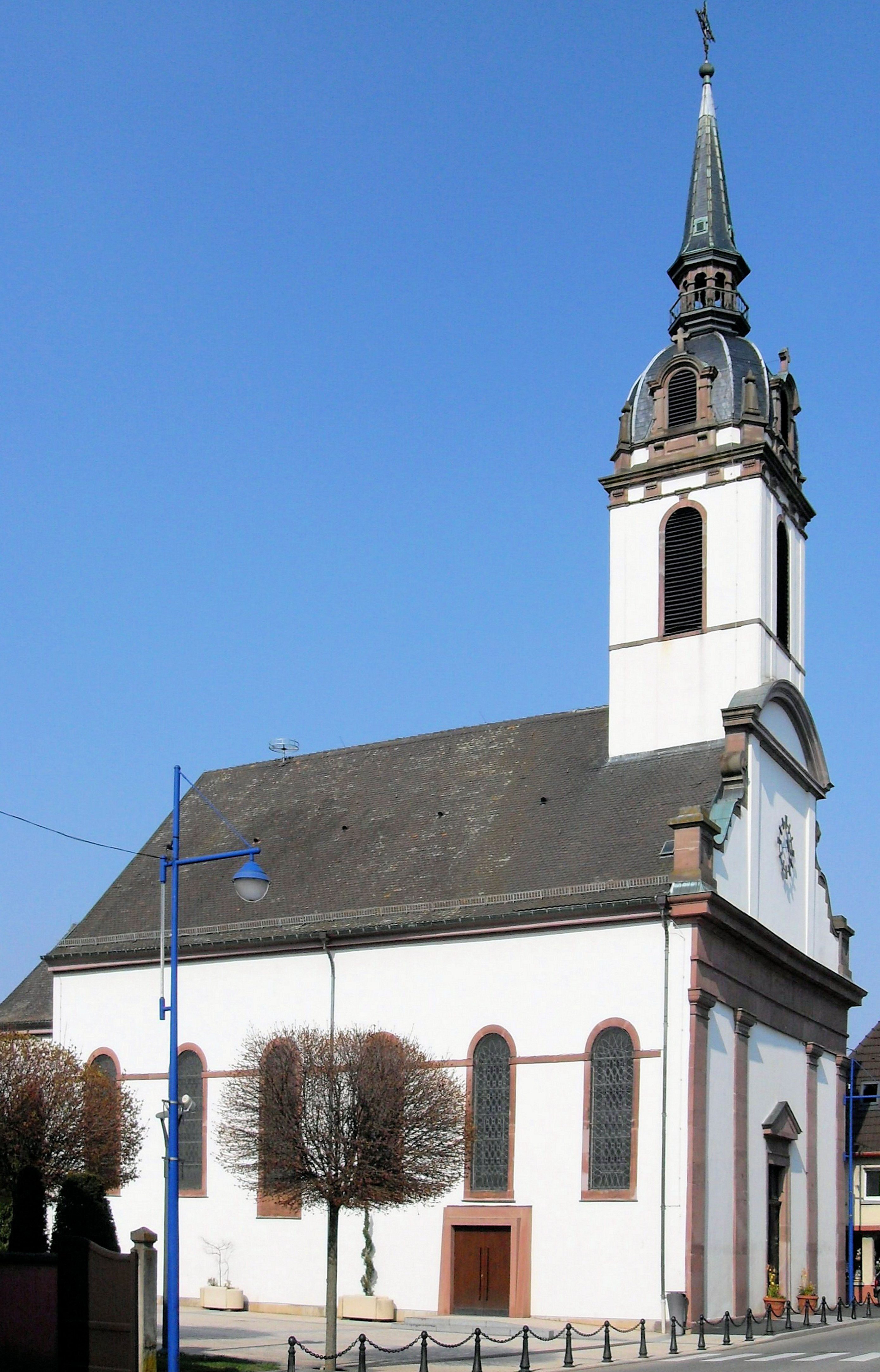
L'église Saint-Martin.

## Personnalités nées à Sierentz
- Isaac Dreyfus (1700-1761), préposé des juifs de Sierentz en 1754, il joua un rôle essentiel dans la révision du procès de Hirtzel Lévy, mort innocent sur la roue le 31 décembre 1754 à Colmar. Il est l'ancêtre direct de Léopold Louis-Dreyfus et de Alfred Lang-Willar.
- Louis Dagobert Scherer (né le 16 mars 1771 à Sierentz - mort le 8 février 1844 à Ingersheim), capitaine commandant la Ire compagnie de la garde nationale sous Bonaparte, membre de l'ordre national de la Légion d'honneur, maire d’Ingersheim du 3 janvier 1813 au 12 février 1816 et dont il lui évitera la destruction en 1814, élu le 13 novembre 1831 chef du bataillon de la garde nationale dont l'autorité s'étend sur les communes d'Ingersheim, Ammerschwihr, Katzenthal et Niedermorschwihr.
- Léopold Louis-Dreyfus (1833-1915), homme d'affaires, fondateur du groupe Louis-Dreyfus
- Frédéric Haas (1843-1915), diplomate français.
- Pierre Wirth (1921-2003), écrivain né à Sierentz.
- Joseph Koerber (1943- ), évêque, vicaire apostolique émérite de Makokou (Gabon), né à Sierentz.
- Klaus Jürgen Bade (de) (1944 - ), professeur émérite d'histoire contemporaine.
- Mito Loeffler (1961-2011), guitariste manouche alsacien.

## Jumelages
| Commune jumelée avec Sierentz      |
| - Kostomloty (Pologne) depuis 1999 |